# Лена Константе
Лена Константе (на румънски: Lena Constante; на арумънски: Lena Constante) е видна румънска пластична художничка, есеистка и мемоаристка, известна с работата си в областта на сценичния дизайн, килими, гоблени и текстила. Като семейна приятелка на политика от Комунистическата партия Лукрециу Пътръшкану тя е арестувана от комунистическия режим след конфликта между Пътръшкану и Георге Георгиу-Деж. Обвинена е по време на неговия процес и прекарва 12 години като политическа затворничка.
Константе е съпруга на музиколога Хари Браунър и снаха на художника Виктор Браунър.

## Биография
Родена е на 18 юни 1909 година в Букурещ, в арумънското семейство на Константин Константе, емигрант от Македония – роден близо до Охридското езеро, но семейният му дом е в Скопие. Като интелектуалец той изкарва прехраната си с книги и журналистика. Издава романа Haiducii Pindului, книги за македонците, българо-румънско-турски речник, монография за Солун и други. Майката на Лена Константе, Жулиета (родена Поп), е румънка.
Константе посещава начално училище в гимназия в Букурещ, учи в Училището по изящни изкуства, където неин учител е Димитрие Густи. Като студентка във втората година по изкуства, където учи и социология, Лена има шанса да бъде приета в изследователския екип от Драгуш-Фъгъраш в 1929 година. Като членка на екипи, организирани от изследователския екип от Драгуш-Фъгъраш, тя има възможност да изучава румънското народно изкуство от най-традиционните региони. Работи върху килими със стилизирани народни мотиви в собствената си работилница, като има самостоятелни изложби на гоблени в Букурещ в 1934, 1935, 1946, 1970, 1971 година и в Анкара в 1947 година.
Константе е художничка, известна с оригиналните си гоблени и фолклорни творби. Твори също така като сценографка и е една от основателките на кукления театър „Тандарица“. В 1945 година работи като сценографка в театъра „Тандарица“ в Букурещ заедно с Елена Пътръшкану, като по този начин влиза в кръга на комунистическия министър на правосъдието Лукрециу Пътръшкану. Заради близостта си със семейство Пътръшкану е осъдена на 12 години затвор заедно с бъдещия си съпруг – музиколога Хари Браунър. Освободена е в 1962 година, а в 1963 година се омъжва за Хари Браунър. В 1968 година при повторното разглеждане на процеса „Пътръшкану“ и двамата са признати за невинни.
След 1989 година Константе става известна на Запад и чрез двата тома, които публикува, описващи преживяванията в комунистическите затвори. Константе публикува за първи път автобиографията си в Париж под заглавието L'Évasion silencieuse. В 1992 година книгата е отпечатана и в Букурещ, в превод на авторката, запазвайки заглавието „Тихото бягство“.
Членка е на Съюза на пластичните художници.
Творчеството ѝ е отличено с наградата АДЕЛФ във Франция в 1990 година, наградата „Лучиан Блага за литература“, присъдена от Румънската академия в 1991 година, Европейската награда на Асоциацията на френските писатели в 1992 година и други. В декември 1999 година Румънската културна фондация присъжда на Лена Константе „Награда за изключителна съдба в румънската култура“.
Лена Константе умира на 2 ноември 2005 година.

## Публикации
- Păpușile harnice, București, 1972;
- Păpușile harnice în grădiniță, București, 1975;
- Evadarea tăcută, București, 1992;
- Evadarea imposibilă, București, 1993;
- O poveste cu un tată, o mamă și trei fetițe, București, 1995.